# Piotr Wilk
Piotr Wilk (XV/XVI wiek) – wójt dziedziczny Starej Warszawy, młynarz, kupiec.
Wójtem został w 1480, funkcję odziedziczył po braciach: Kasprze i Janie. W latach 1479–1516 był wójtem Nowej Warszawy.
Jego dłużnikami byli książęta mazowieccy. Sprowadzał on na dwór książęcy m.in. wysokogatunkowe tkaniny. Od 1481 dzierżawił wieś książęcą Bródno. W jego posiadaniu były dwie kamienice na Rynku Starego Miasta (m.in. Rynek 19; kamienica Wójtowska), ogród znajdujący się przy ul. Długiej oraz młyn zlokalizowany niedaleko Warszawy.
Ponieważ urząd wójta Starej Warszawy był dziedziczny następcami Piotra Wilka byli kolejni jego potomkowie. Natomiast jego wnukowie obrali nazwisko Kałęccy, które wiązało się z łanami wójtowskimi we wsi Kałęczyn.